# Sint-Barbarakerk (Gent)
De Sint-Barbarakerk is een neobarokke katholieke kruiskoepelkerk aan de Savaanstraat in Gent in de Belgische provincie Oost-Vlaanderen verbonden aan het Sint-Barbaracollege.

## Geschiedenis
De Sint-Barbarakerk is een collegekerk gebouwd ter aanvulling van de oude kloosterkapel die te klein was voor de meer dan 300 leerlingen. De bouw van de nieuwe kerk vond plaats onder het rectoraat van pater Prosper Coppens. Men begon met de werken in de vroege lente van 1854. Op 24 mei 1855 legde apostolisch nuntius Matteo Gonella de door paus Pius IX gewijde eerste steen. De kerk kon op 6 oktober 1858 voor de gelovigen opengesteld worden. In 2020 werd begonnen met een grondige renovatie.
De kerk is ontworpen door pater jezuïet Prosper Coppens en gebouwd in neobarokke stijl door bouwmeester Frans Steyaert. In de loop van de verdere jaren werd de kerk van al het nodige voorzien en gemeubileerd. Ze werd plechtig geconsacreerd tijdens de paasdagen van 1895 door de jezuïet-missiebisschop Mgr. Van Reeth. De kerk is nooit voltooid geraakt: de halfbolvormige bronzen koepelkap is er nooit gekomen; door een gebrek aan fondsen heeft men zich tevreden moeten stellen met een platte afdakking van het koepelgewelf. Ook de gevel is nooit afgewerkt. Volgens de plannen waren op de beide uithoeken twee sierlijke torens voorzien, alsook twee stukken verheven beeldhouwwerk die de gevel meer reliëf moesten geven, maar ook deze ornamentiek bleef achterwege. Wel werden in 1901 boven op de geveltop drie grote beelden geplaatst die het Geloof, de Hoop en de Liefde voorstelden, maar die werden in latere tijden, wellicht omdat ze bouwvallig waren, verwijderd.
1. ↑  Restauratie van de Sint-Barbarakerk. Sint-Barbaracollege Gent. Gearchiveerd op 1 november 2021. Geraadpleegd op 1 november 2021.